# Erotendomychus micrus
Erotendomychus micrus es una especie de coleóptero de la familia Endomychidae.

## Distribución geográfica
Habita en Nueva Gales del Sur (Australia).